# Apulco
Apulco är en kommun i Mexiko.   Den ligger i delstaten Zacatecas, i den centrala delen av landet, 400 km nordväst om huvudstaden Mexico City. Antalet invånare är 4 801. Arean är 200 kvadratkilometer.
Terrängen i Apulco är platt åt sydost, men åt nordväst är den kuperad.
Följande samhällen finns i Apulco:
- Rancho Nuevo
- Los Mirasoles
- Rancho de los Díaz
- Pastoría